# Демир Капија
Демир Капија је град у Северној Македонији, седиште истоимене општине, непосредно на улазу Вардара у Демиркапијску клисуру. У граду живи 2.643 становника.
Главна привредна грана у граду и околини је земљорадња, посебно узгајање винове лозе, житарица, повртарских култура (црвена паприка) и тако даље. Од других привредних грана заступљене су вађење песка и камена за грађевинарство. Демир Капија је важна железничка станица и налази се непосредно на међународном ауто-путу Е-75.

## Географија
Река Вардар је управо код Демир Капије направила себи пролаз према свом увиру у море у високим каменим стенама (до 220 m) — клисуру од 10 km која почиње од Демир Капије и завршава код места Удово. Најужи део клисуре је на њеном северном делу код места Просек. Након изласка из клисуре Демир Капија (Железна врата), Вардар улази се у равничарски крај Солунске низије. У каменим стенама Демир Капије налази се пећина Бела Вода са својом импресивном дужином од 955 m. Данас су камене стене Демир Капије постале атрактивне слободним пењачима.
Демир Капија је позната по изузетно високим летњим температурама, рекордна температура од 45,7 °C забележена је 24. јула 2007. године.

## Историја
У околини Демир Капије постојало је насеље већ за античких времена, под грчким именом: Стенае (клисура). Данас на том месту постоји археолошко налазише Просек.
За римских времена насеље Стенае израсло је у град, смештен у равници на ушћу речице Бошаве у Вардар, непосредно пре клисуре Просек. Град је био просперитетан јер су се у његовој близини налазили рудници гвожђа и бакра.
За време касне антике становници Стенае напустили су свој град, који је привредно потпуно замро и преселили се на нову локацију, на Марков Град, висок камени брег који доминира улазом у клисуру Просек. Ту је изграђено утврђење великог војног значаја, које је требало да спречава варварске продоре у Егејску Македонију.
Пред крај 12. века Византијско царство је толико ослабио да је то искористио струмички властелин Добромир Хрс па је прикључио утврђење Просек свом поседу (око 1186. ?). 1201. године Византија је повратила власт над утврђењем Просек, годину касније њиме су овладали Бугари. У 1207. године Просеком је владао севастократор Стрез, који се одметнуо од бугарске власти, на тај начин је Просек био престоница велике кнежевине која је обухватала цело Повардарје и Пелагонију. По Стрезовој смрти (око 1215) Просек је пао у руке Латинског царства, па под Епирску деспотовину (1216), затим су њим владали Византија и Српско царство.
Турци су Просек заузели највероватније око 1385. године.
Утврђење је изгубило значај, а становници се раселили. Уместо тога у непосредној околини Просека у 16. веку постоји први писани траг о селу Демир Капија.
Југословенски краљ Александар Карађорђевић поседовао је велико пољопривредно имање са винаријом од 150.000 литара и летњиковац „Краљица Марија“ у Демир Капији. За потребе имања 1928. године откупљено је земљиште од 2700 хектара од тадашњих турских велепоседника Усни-бега и Мехмед бега. Један километар југозападно од имања изграђена је модерна ергела за узгој липицанера (разграђена је за време Другог светског рата 1943. кад су коњи пребачени у ергелу Хостоун у Чешкој). 1947. године посед је национализован и предат на управљање Пољопривредној задрузи Демир Капија. До 1995. посед је био под управом тадашњег предузећа ВВ Повардарје, а након стечаја 2002. године посед је купило предузеће Агропин.
Демир Капија је почела брже да се развија након изградње тадашњег Ауто-пута Братство-Јединство 1970-их, данашњег европског путног правца Е75, поред града.

## Становништво
На попису из 2021. године Демир Капија је имала 2.643 становника.
| Национални састав према попису из 2021.‍ | Национални састав према попису из 2021.‍ | Национални састав према попису из 2021.‍ | Национални састав према попису из 2021.‍ | Национални састав према попису из 2021.‍ |
| --------------------------------------- | --------------------------------------- | --------------------------------------- | --------------------------------------- | --------------------------------------- |
|                                         |                                         |                                         |                                         |                                         |
| Македонци                               | Македонци                               |                                         | 2.530                                   | 95,7%                                   |
| непописани                              | непописани                              |                                         | 58                                      | 2,2%                                    |